# 加藤誓二
加藤 誓二（かとう せいじ、1982年11月1日 -）は、地方競馬の名古屋競馬場地辺幸一厩舎所属の騎手である。勝負服の柄は桃、胴黒一本輪、袖白一本輪。滋賀県坂田郡出身、血液型B型。地方競馬教養センター長期騎手課程第73期生。

## 来歴
2001年3月31日付けで地方競馬騎手免許を取得。同年4月16日第2回名古屋競馬1日目第1競走サラ系3歳7組条件戦4番人気ノーマンクインで初騎乗（10頭立て3着）。同年4月18日第2回名古屋競馬3日目第7競走サラ系B6組条件戦を8番人気ヒャクマンボルトで優勝し、初勝利(10頭立て)。
2002年7月25日第2回旭川競馬6日目第10競走第7回グランシャリオカップでサンデープリティーに騎乗し、他地区での重賞初騎乗（14頭立て14番人気12着）。同年10月15日第17回全日本新人王争覇戦出場（12人中8位）。
2004年地方競馬通算100勝達成。
2008年1月28日第23回名古屋競馬2日目第5競走サラ系C26組条件戦をゴールドレヴァンテで優勝し、地方競馬通算200勝達成。同年7月16日第9回名古屋競馬2日目第2競走サラ系3歳6組条件戦ベティユアアイズに騎乗していたが落馬負傷し療養、10月1日に復帰した。同年12月31日第20回名古屋競馬1日目第11競走第5回尾張名古屋杯を1番人気ツルマルツイモツイで優勝し、重賞初制覇（10頭立て）。
2010年5月7日の騎乗を最後に、一身上の都合により廃業、引退した。同日引退式が行われた。
2015年7月14日平成27年度第1回騎手免許試験に合格し、騎手への復帰が決定した。
2018年10月1日より地辺幸一厩舎所属となっている。
地方通算成績は3972戦264勝・2着316回・3着363回・勝率6.6%・連対率14.6%